# پیرفرانچسکو فاوینو
پیرفرانچسکو فاوینو (انگلیسی: Pierfrancesco Favino؛ زادهٔ ۲۴ اوت ۱۹۶۹) یک هنرپیشه اهل ایتالیا است. وی از سال ۱۹۹۱ میلادی تاکنون مشغول فعالیت بوده‌است.

## فیلم‌شناسی
- فرشتگان و شیاطین
- سرگذشت نارنیا: شاهزاده کاسپین
- شب در موزه
- شب در موزه: نبرد اسمیتسونین
- معجزه در سنت آنا
- شتاب
- جنگ جهانی زد
- فراری
- مارکو پولو
- زن ناشناخته
- بارتالی: مرد آهنین
- هیچ‌کجا مثل خانه نیست
- اجساد ممتاز
- خائن
- نوستالژی
- دوست من

## جوایز
- جایزه انجمن ملی فیلم ایتالیا بهترین بازیگر مرد (۲۰۰۶ و ۲۰۱۲)
- جایزه دیوید دی دوناتلو بهترین بازیگر نقش مکمل زن (۲۰۰۶ و ۲۰۱۲)